# Jorge Carrascal
Jorge Andrés Carrascal Guardo (Cartagena, 25 de maio de 1998) é um futebolista colombiano que atua como meia-atacante. Atualmente, joga pelo Flamengo e pela Seleção Colombiana.
Revelado pelo Millonarios, passou ainda jovem por clubes da Espanha e da Ucrânia, até ganhar certo destaque pelo River Plate, da Argentina. Posteriormente, transferiu-se para o futebol russo, onde teve bom desempenho pelo CSKA Moscou, conquistando a Copa da Rússia, antes de ser contratado pelo Dínamo de Moscou. Pela Seleção Colombiana, disputou competições de base e estreou pela equipe principal em 2022, participando de amistosos e marcando seu primeiro gol contra a Coreia do Sul.

## Infância e juventude
Jorge Carrascal nasceu no bairro de Chiquinquirá, em Cartagena, mas mudou-se 'muito cedo' com os pais —  Olga Esther, que trabalhava em uma loja de sapatos, e Jorge Luis, professor universitário — para o bairro de Escallón Villa. Segundo seu pai, aos dois anos de idade, já demonstrava interesse por futebol, motivo pelo qual foi presenteado com cinco bolas.
Cresceu em um ambiente socialmente vulnerável, marcado pela violência e pela presença do narcotráfico. Em entrevista, Carrascal relembrou que, durante a infância, costumava andar armado com facas pelas ruas por conta da falta de segurança, e relatou ter perdido diversos amigos para o crime.
Inicialmente, começou praticando beisebol — modalidade incentivada por sua mãe, que esperava vê-lo seguir carreira no esporte. No entanto, sempre teve maior apreço pelo futebol, uma paixão reforçada pelos vídeos com jogadas de Ronaldinho Gaúcho que seus pais lhe mostravam. De acordo com seu pai, "ele sempre se destacou desde pequeno. Era ousado, tinha personalidade e fazia muitos gols; por isso sempre o colocávamos para jogar em categorias superiores."
Aos seis anos, ingressou nas categorias infantis do clube Heroicos Fútbol Club, que foi cofundado por seu pai e seus tios Rafael Guardo e Éder Novoa, e por onde jogou até 2013.
Por volta dos doze anos, Carrascal começou a desenvolver um 'ressentimento para com a sociedade', motivado por brigas que presenciava nas ruas, além de problemas familiares. Devido ao mau comportamento na escola, acabou abandonando os estudos, especialmente após um ultimato imposto pela escola onde estudava - e onde seu pai lecionava - que condicionava a permanência de um dos dois: ou Jorge deixava a escola, ou seu pai seria desligado. Nesse período, o atleta acabou se afastando da prática do futebol.
| “                                                | Fiquei muito rebelde, larguei o futebol e me dediquei a outras coisas. Fiquei um ano sem jogar e fazia de tudo. Lavava motos e era torcedor organizado do time da minha cidade, o Real Cartagena. Com meus amigos do bairro, começamos a viajar para todos os lugares, mas como não tínhamos dinheiro, íamos de carona em mulas, em caminhões. Assim íamos de cidade em cidade. Era algo bem arriscado, porque torcedores de todos os times faziam isso, então no caminho você podia encontrar alguém de outro clube e aí tinha que brigar. | ” |
| — Jorge Carrascal, em entrevista à Revista 1986. | |   |

A reviravolta ocorreu com o surgimento de um torneio de futebol em Barranquilla, que contava com a seleção do departamento de Bolívar, em Barranquilla. Apesar da resistência inicial de seus amigos, que não queriam que ele fosse, o jovem decidiu participar sozinho. Foi nesse torneio que Neys Nieto, olheiro do Millonarios, o descobriu.

## Carreira

### Millonarios
Após observá-lo, Nieto tomou a iniciativa de se aproximar de Carrascal e sua família, para entender o contexto de vida do jogador. Como gesto de aproximação, levou camisas do Millonarios para Jorge, seu pai e seu avô. O contato foi facilitado por um irmão do tio de Jorge, que era roupeiro da seleção de Bolívar. No clube, lhe proporcionaram moradia e educação. Com dezesseis anos, chegou às categorias de base do clube, e em 'cinco meses', foi promovido à equipe profissional. Fez sua estreia profissional no dia 9 de novembro de 2014, na derrota por 1 a 0 contra o Deportes Tolima, válida pela 18ª rodada do Torneio Finalización. O treinador argentino Ricardo Lunari o colocou em campo aos 37 minutos do segundo tempo, substituindo Luis Mosquera. Apesar do rápido avanço, Carrascal se via envolvido em problemas disciplinares — faltava a treinos ou se atrasava – e isso causou com que ele perdesse chances no elenco profissional. Após a contratação de Federico Insúa, que jogava na mesma posição que Carrascal, seu lugar na equipe ficou cada vez mais distante.
Voltou a jogar apenas no ano seguinte, em 7 de novembro de 2015, na penúltima rodada do Finalización, quando o Millonarios foi superado por 2 a 0 pelo Independiente Medellín.
Em 6 de março de 2016, entrou nos minutos finais da derrota por 2 a 0 diante do Fortaleza C. E. I. F.. Três dias depois, fez sua estreia como titular na Copa Colombia, na vitória por 2 a 1 sobre o Bogotá FC; foi substituído aos 30 minutos do segundo tempo por Michael Rangel.

### Sevilla Atlético
Em 25 de maio de 2016, foi oficialmente anunciado como novo reforço do Sevilla Atlético, que disputava a Segunda División B da Espanha, pelo valor de 900.000 euros; assinou um contrato válido por cinco temporadas. Apesar disso, só conseguiu se juntar aos colegas de equipe no dia 1.º de agosto, pois até então não contava com o visto de trabalho.
Sua estreia aconteceu em 2 de setembro, na terceira rodada da competição: entrou aos 28 minutos, contribuindo para o empate por 1 a 1 contra o UCAM Murcia. Porém, devido a uma lesão no joelho, aquele foi o único jogo que disputou em toda a temporada.

### Karpaty Lviv
Em 12 de julho de 2017, o atleta foi emprestado ao Karpaty Lviv, da Ucrânia, com cláusula de compra prevista no contrato. Fez sua estreia em 23 de julho, entrando aos 33 minutos finais, na derrota por 3 a 1 contra o Vorskla Poltava, pelo Campeonato Ucraniano. Inicialmente, o jogador enfrentou dificuldades na adaptação pela equipe; porém, com o passar do tempo, teve certa evolução e, segundo o site ucraniano 1927.kiev.ua, "pode[ria] ser chamado de um dos líderes do atual Karpaty". Em abril de 2018, foi agraciado com o prêmio de Jogador do Mês na Premier League ucraniana.
Seu primeiro gol pelo clube foi em 10 de setembro, ao final do jogo, na derrota por 6 a 1 contra o Veres Rivne, na 8ª rodada do Ucraniano. Em 21 de fevereiro de 2018, na vitória por 2 a 1 sobre o Olimpik Donetsk pela 18ª rodada, Carrascal foi quem marcou o gol vencedor — a partida, que originalmente ocorreria em 3 de dezembro de 2017, havia sido interrompida devido às condições climáticas. Voltou a marcar em 31 de março, na 25ª rodada, fazendo o primeiro gol da vitória por 3 a 1 contra o Chornomorets Odessa. No dia 15 de abril, pela 27ª rodada, marcou o único gol na vitória por 1 a 0 contra o Stal Kamianske. Sete dias depois, fez o 2º gol na vitória por 2 a 0 sobre o Olimpik Donetsk na 28ª rodada da liga nacional. Seu último gol na temporada foi em 12 de maio, pela 31ª rodada, no empate fora de casa por 1 a 1 contra o Zirka Kropyvnytskyi.
Ao final do empréstimo, em julho de 2018, o clube ucraniano exerceu a opção de compra e tornou a transferência definitiva por 2 milhões de euros.
Durante o período em que esteve no clube em definitivo, houve uma queda de produção do atleta, que não marcou mais gols e registrou apenas uma assistência.

### River Plate
Em 30 de janeiro de 2019, foi anunciado que ele reforçaria o River Plate por empréstimo de 12 meses, com opção de compra.
Ele fez sua estreia em 17 de março, entrando aos 80 minutos de jogo na vitória por 3 a 0 sobre o Independiente. Em maio de 2019, viu seu clube vencer a Recopa Sul-Americana após vencer o Athletico Paranaense no agregado por 3 a 1 - não saiu do banco de reservas em nenhum dos dos jogos.
Seu primeiro gol foi marcado em 27 de julho, garantindo o empate em 1 a 1 contra o Argentinos Juniors, na 1ª rodada do Campeonato Argentino, após receber passe do compatriota Rafael Borré. Poucos dias depois, em 30 de julho, o jogador fez sua primeira partida como titular na Copa Libertadores da América de 2019, atuando os 90 minutos no empate sem gols contra o Cruzeiro, no Brasil. O River avançou às quartas de final nos pênaltis, e sua atuação foi considerada uma das mais importantes do confronto. Em 28 de setembro, ele marcou seu próximo gol, abrindo o placar na vitória por 2 a 1 contra o Gimnasia La Plata, pela 8ª rodada da liga.
No início de 2020, o clube argentino exerceu a opção de compra do jogador por 2,5 milhões de euros. No entanto, até março de 2022, o clube permaneceu em dívida com os ucranianos por metade desse valor.
Após mais de um ano, em 10 de outubro, ele voltou a marcar, desta vez o último gol na vitória por 3 a 0 contra a LDU, pela 6ª rodada da fase de grupos da Libertadores de 2020. Seu próximo gol foi em 17 de dezembro, na partida de volta das quartas-de-final, contra o Nacional do Uruguai, o primeiro da vitória por 6 a 2 (o placar agregado foi de 8 a 2).
Houve outro intervalo na marcação de gols, que terminou em 30 de agosto de 2021, com o gol de empate na vitória por 2 a 1 contra o Sarmiento de Junín, pela 9ª rodada da Liga nacional da temporada 2021/2022. Mas antes disso, teve destaque na partida da final da Supercopa Argentina de 2019, que apesar do ano ocorreu apenas em março de 2021. Em 15 de setembro, ele marcou o terceiro e último gol da vitória por 3 a 1 contra o Newell's Old Boys, com assistência de Julián Álvarez. Em 25 de setembro, fez  o primeiro gol da vitória por 3 a 1 contra o Central Córdoba, pela 13ª rodada. Seu último gol pelo clube foi o quarto gol na vitória por 4 a 0 contra o Colón na final do Trofeo de Campeones, que garantiu o título da competição para a equipe.

### CSKA Moscou
Em 18 de fevereiro de 2022, foi oficialmente emprestado pelo River Plate ao CSKA Moscou até o fim da temporada, com cláusula de compra obrigatória caso jogasse pelo menos metade das partidas do clube no torneio nacional. Fez sua estreia pelo clube dois dias depois, num amistoso contra o Rubin Kazan, e foi expulso já aos 32 minutos do primeiro tempo após receber dois cartões amarelos e ser expulso.
Em maio de 2022, o CSKA acionou essa cláusula e adquiriu 50% dos direitos do jogador junto ao River, por 3,9 milhões de dólares, passando Carrascal a ter contrato fixo com o clube até 2026.
Em junho de 2023, já em definitivo no CSKA, sagrou-se campeão da Copa da Rússia de 2022-23. Na final disputada contra o FC Krasnodar - que terminou 1 a 1 no tempo normal e foi decidida nos pênaltis - Carrascal entrou aos 73 minutos e converteu uma das cobranças decisivas na disputa por pênaltis, ajudando o CSKA a garantir o título.

### Dínamo de Moscou
Em 27 de agosto de 2023, transferiu-se para o Dínamo de Moscou, onde assinou contrato válido até 2027, com opção de renovação para mais uma temporada. No mesmo dia, foi apresentado pelo clube.
| “ | Estou muito feliz por estar neste clube, sentado aqui ao lado de vocês. Estou cheio de emoções, estou pronto e ansioso por esses jogos no melhor estádio de Moscou. O Dínamo é um grande clube, sempre gostei do seu estilo de jogo, as partidas sempre foram intensas e interessantes. Estou muito feliz e contente por defender as cores deste clube. | ” |

Sua primeira partida foi contra o Spartak de Moscou, pela terceira rodada da fase de grupos da Copa da Rússia. Seu primeiro gol foi em 17 de abril de 2024, na partida de ida da semifinal da Copa contra o Gazovik Oremburgo, que a equipe venceu por 4 a 2. Em março de 2024 e em março de 2025, foi eleito Jogador do Mês pelos torcedores dos alvi-azuis.
Em 12 de maio de 2025, foi o primeiro jogador após 13 anos a marcar um gol e dar uma assistência no clássico contra o Spartak de Moscou, pelo Campeonato Russo, vencido pelo Dínamo por 2 a 0. O último jogador a realizar tal feito havia sido Cristian Noboa, em 2012.

### Flamengo
Em 2 de agosto de 2025, foi anunciado pelo Flamengo. Após uma negociação que durou dois meses com o Dínamo Moscou, o rubro-negro acertou a chegada de Carrascal. O contrato vai até o meio de 2029. Ele vai utilizar a camisa 15

## Seleção nacional
Carrascal disputou o Campeonato Sul-Americano Sub-17 de 2015, realizado no Paraguai. Participou de cinco partidas e marcou um gol, no dia 23 de março, no empate por 1 a 1 contra a Argentina.
Em 5 de setembro de 2019, voltou a ser convocado para a seleção colombiana sub-23 com vistas ao Torneio Pré-Olímpico de 2020, atuando em amistosos contra Brasil e Argentina. No dia 10 de outubro do mesmo ano, foi novamente chamado, desta vez como capitão, para os amistosos contra o Peru.
Foi então convocado por Arturo Reyes para o Pré-Olímpico propriamente dito, e estreou na competição no dia 18 de janeiro, marcando o gol de honra na derrota por 2 a 1 diante da Argentina. No dia 27, foi o destaque da goleada por 4 a 0 sobre o Equador, com um gol e duas assistências. Na partida seguinte, marcou novamente, contribuindo para a vitória de virada por 2 a 1 sobre a Venezuela.
No dia 15 de setembro de 2022, foi convocado pela primeira vez para a seleção principal da Colômbia, visando os amistosos internacionais daquele mês. Fez sua estreia no dia 24 de setembro, entrando no lugar de James Rodríguez e dando uma assistência na vitória por 4 a 1 sobre a Guatemala. Seu primeiro gol pela seleção principal foi marcado no empate por 2 a 2 contra a Coreia do Sul, também em amistoso.

## Estilo de jogo
Carrascal é descrito como um jogador extremamente técnico, com destaque para seu drible curto, criatividade e visão de jogo. Atua preferencialmente como meia ofensivo, mas se adapta bem a diferentes posições no meio-campo e ataque. Sua versatilidade tem sido notada tanto na Colômbia quanto na Rússia, especialmente no CSKA Moscou, onde contribuiu com gols e assistências decisivas. Embora seja talentoso, considera-se que ele ainda precisa melhorar em questões de intensidade de jogo.

## Vida pessoal
Jorge Carrascal tem dois irmãos mais novos, Romario e Sheyri. Seu pai, também chamado Jorge, é torcedor do River Plate, clube que Carrascal defendeu entre 2019 e 2022, período que considera um dos mais felizes da carreira. Um de seus principais objetivos pessoais do atleta, comprar uma casa para sua mãe, foi realizado após sua estabilização no futebol europeu. Carrascal declarou ser torcedor do Millonarios e do Real Cartagena, expressando o desejo de encerrar a carreira neste último.

## Títulos
River Plate
- Recopa Sul-Americana: 2019[36]
- Copa Argentina: 2019[80]
- Supercopa Argentina: 2019[48]
- Campeonato Argentino: 2021[81]
- Trofeo de Campeones: 2021[51]